# Souterrain von Tigh Talamhain

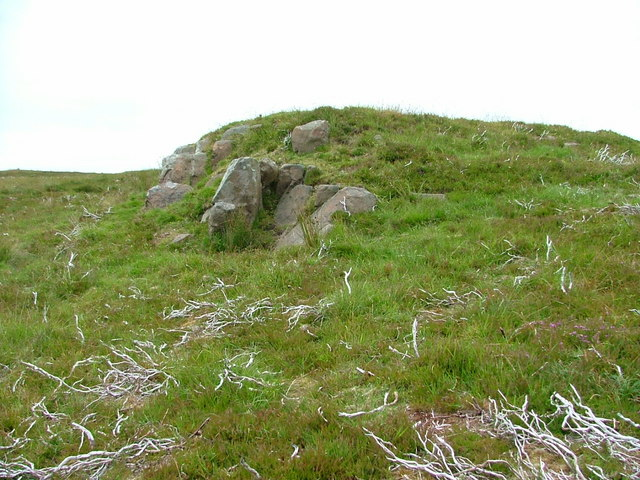
Souterrain von Tigh Talamhain

Das Souterrain von Tigh Talamhain (auch Lachsay genannt) liegt etwa 400 m östlich des verlassenen Bauernhofes Lachsay, an einem leichten Anstieg über der Ebene, am rechten Ufer des Abhainn Sneosdal, ungefähr 23 m entfernt vom Fluss, auf der Insel Skye, der größten Insel der Inneren Hebriden in Schottland. Bei den Souterrains wird grundsätzlich zwischen „rock-cut“, „earth-cut“, „stone built“ und „mixed“ Souterrains unterschieden.
Das (stone built) Souterrain – auch Earthhouse genannt – wurde vor vielen Jahren entdeckt und teilweise zerstört, als ein Teil des Zugangs entfernt und ein Loch ins Dach gemacht wurde. Es besteht aus einwärts geneigten Wänden aus Trockenmauerwerk die eine bienenstockförmige Kammer von etwa 1,75 m Durchmesser bilden. Sie wird durch einen ostwärts verlaufenden Gang betreten, der eine Restlänge von etwa 3,0 m hat. Der abgetrennte äußere Teil des Ganges ist durch eine Mulde im Boden angedeutet. Der vollständige Gang war etwas mehr als 7,5 m lang. Es misst in der Breite 0,75 bis 0,9 m. Etwa 1,5 m vom inneren Ende des Ganges ist ein Sturz 15 cm niedriger als die anderen platziert. Auf der linken Seite des Ganges befindet sich eine Nische mit einem Sturz. 
Unmittelbar nördlich vom Eingang zum Erdhauses sind Anzeichen eines ovalen Hüttenkreises von etwa 4,0 m Länge und 3,0 m Breite mit dem Zugang zum unterirdischen Gebäude zu finden.